# Artemisia douglasiana
Artemisia douglasiana es una especie herbácea perenne perteneciente a la familia Asteraceae. Es nativa del oeste de los Estados Unidos en Baja California.

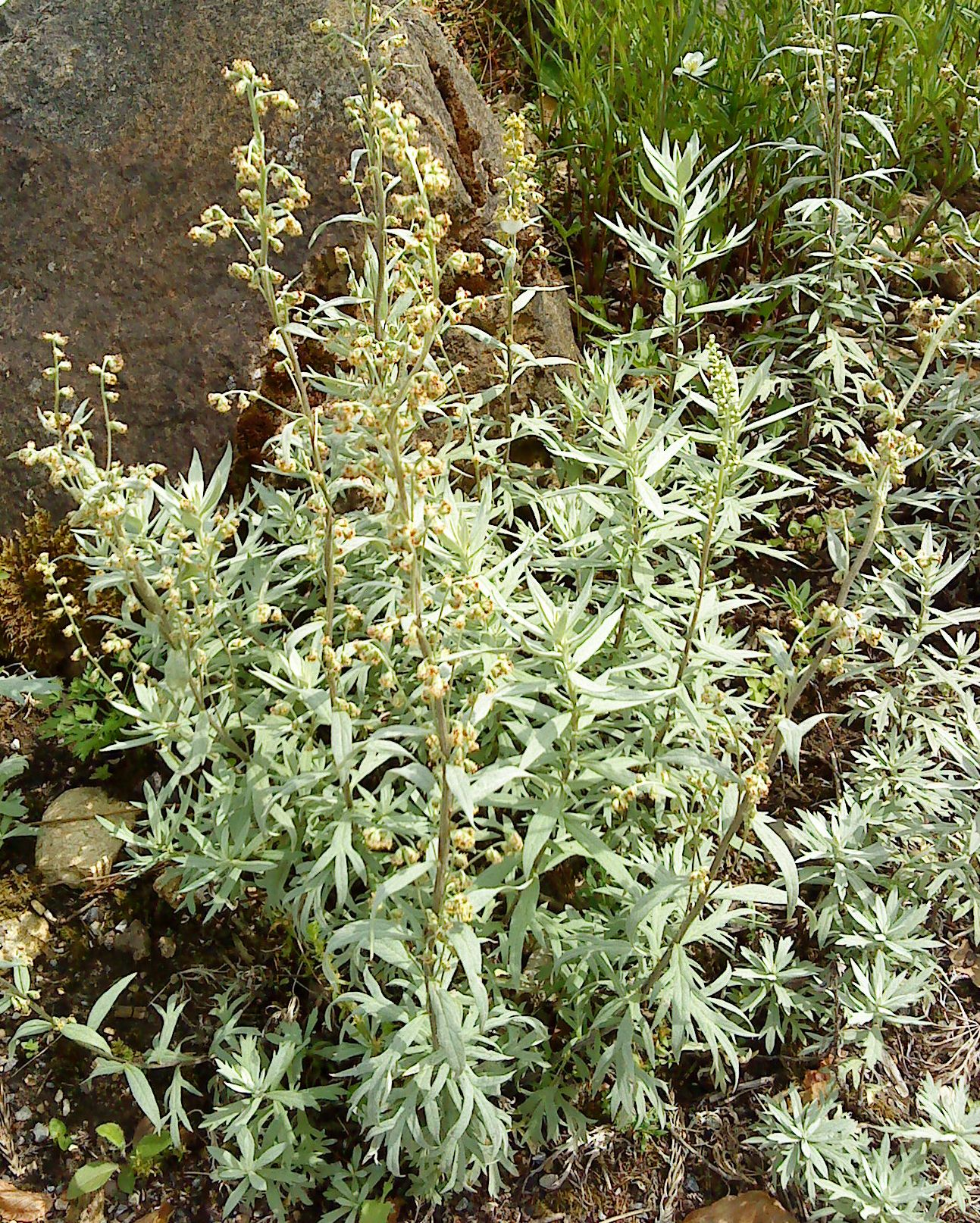
Planta en flor

Es una planta sin semillas aromáticas en el género Artemisia. Esta planta ha sido usada como planta ceremonial por muchas culturas de Nativos Americanos.

## Características “Estafiate”
Es una planta herbácea, perenne, rizomatosa que alcanza los 50-250 cm de altura. Tiene muchos tallos erectos de color marrón a gris-verdoso. Las hojas están espaciadas y tienen 1-15 cm de longitud, son estrechas, elípticas, enteras con 3-5 lóbulos, tomentosas en la base. Las flores se disponen en inflorescencias de 10-30 cm de longitud y 3-9 cm de ancho.Es una planta muy utilizada en el hogar,ya que se ocupa en remedios caseros.

## Propiedades
- Usada para el tratamiento de dolores menores y para la inducción al sueño.
- En emplasto se utiliza para tratar el reumatismo.

## Taxonomía
Artemisia douglasiana fue descrita por Besser ex Hook. y publicado en Flora Boreali-Americana 1(6): 323. 1833.
Etimología
Hay dos teorías en la etimología de Artemisia: según la primera, debe su nombre a Artemisa, hermana gemela de Apolo y diosa griega de la caza y de las virtudes curativas, especialmente de los embarazos y los partos . según la segunda teoría, el género fue otorgado en honor a Artemisia II, hermana y mujer de Mausolo, rey de la Caria, 353-352 a. C., que reinó después de la muerte del soberano. En su homenaje se erigió el Mausoleo de Halicarnaso, una de las siete maravillas del mundo. Era experta en botánica y en medicina.
douglasiana: epíteto
Sinonimia
- Artemisia campestris var. douglasiana (Besser ex Besser) B.Boivin
- Artemisia heterophylla Besser
- Artemisia vulgaris var. douglasiana H.St.John
- Artemisia vulgaris subsp. heterophylla (Nutt.) H.M.Hall & Clem.[3]